# Campionato mondiale maschile di pallamano 1964
Il campionato mondiale maschile di pallamano 1964 è stata la 5ª edizione del campionato mondiale di pallamano per squadre nazionali maggiori maschili e si è svolto dal 6 al 15 marzo 1964 in Cecoslovacchia.

Al torneo parteciparono 16 squadre nazionali; 13 dall'Europa, una per l'Asia, una per l'America e una per l'Africa; la vittoria finale è andata per la seconda volta alla Romania; per la terza volta furono previsti incontri di qualificazione.

## Formula
Durante la prima fase vennero disputati quattro gruppi da quattro squadre ciascuno con la formula del girone all'italiana di sola andata; al termine le prime due classificate di ciascun gruppo si qualificarono alla seconda fase.
Le otto squadre qualificate alla seconda fase a loro volta suddivise in due gironi da quattro squadre ciascuno disputato sempre con la formula del girone all'italiana di sola andata; al termine le prime classificate di ciascun gruppo disputarono la finale per l'assegnazione del titolo di campione del Mondo.

## Squadre partecipanti
| Pr. | Squadra          | Data di qualificazione certa | Confed. | Partecipante in quanto           | Ultima presenza     |
| --- | ---------------- | ---------------------------- | ------- | -------------------------------- | ------------------- |
| 1   | Cecoslovacchia   | -                            | IHF     | Nazione Organizzatrice           | Germania Ovest 1961 |
| 2   | Danimarca        | 9 marzo 1961                 | IHF     | 5ª nel Campionato del Mondo 1961 | Germania Ovest 1961 |
| 3   | Francia          | 17 gennaio 1964              | IHF     | Qualificazioni europee           | Germania Ovest 1961 |
| 4   | Germania Est     | 9 marzo 1961                 | IHF     | 4ª nel Campionato del Mondo 1961 | Germania Ovest 1961 |
| 5   | Germania Ovest   | 9 marzo 1961                 | IHF     | 4ª nel Campionato del Mondo 1961 | Germania Ovest 1961 |
| 6   | Giappone         | ?                            | IHF     | Qualificazioni asiatiche         | Germania Ovest 1961 |
| 7   | Islanda          | 9 marzo 1961                 | IHF     | 6ª nel Campionato del Mondo 1961 | Germania Ovest 1961 |
| 8   | Jugoslavia       | 21 gennaio 1964              | IHF     | Qualificazioni europee           | Germania Ovest 1961 |
| 9   | Norvegia         | 11 gennaio 1964              | IHF     | Qualificazioni europee           | Germania Ovest 1961 |
| 10  | Rep. Araba Unita | ?                            | IHF     | Qualificazioni africane          | Esordiente          |
| 11  | Romania          | 7 marzo 1961                 | IHF     | Campione del Mondo 1961          | Germania Ovest 1961 |
| 12  | Stati Uniti      | 21 dicembre 1963             | IHF     | Qualificazioni americane         | Esordiente          |
| 13  | Svezia           | 7 marzo 1961                 | IHF     | 3ª nel Campionato del Mondo 1961 | Germania Ovest 1961 |
| 14  | Svizzera         | 18 gennaio 1964              | IHF     | Qualificazioni europee           | Germania Ovest 1961 |
| 15  | Ungheria         | 13 gennaio 1964              | IHF     | Qualificazioni europee           | Germania Est 1958   |
| 16  | Unione Sovietica | 19 gennaio 1964              | IHF     | Qualificazioni europee           | Esordiente          |

## Prima fase

### Girone A
| Squadra 1      | Squadra 2    | Risultato          |
| -------------- | ------------ | ------------------ |
| Germania Ovest | Jugoslavia   | Zlín, 6 marzo 1964 |
| Germania Ovest | Jugoslavia   | 14 - 14            |
| Germania Est   | Stati Uniti  | Zlín, 6 marzo 1964 |
| Germania Est   | Stati Uniti  | 20 - 9             |
| Jugoslavia     | Stati Uniti  | Zlín, 7 marzo 1964 |
| Jugoslavia     | Stati Uniti  | 22 - 3             |
| Germania Ovest | Germania Est | Zlín, 7 marzo 1964 |
| Germania Ovest | Germania Est | 12 - 10            |
| Jugoslavia     | Germania Est | Zlín, 9 marzo 1964 |
| Jugoslavia     | Germania Est | 14 - 14            |
| Germania Ovest | Stati Uniti  | Zlín, 9 marzo 1964 |
| Germania Ovest | Stati Uniti  | 24 - 13            |

|  | Pos. | Squadra        | Pt | G | V | N | P | GF | GS | DR  |
|  | ---- | -------------- | -- | - | - | - | - | -- | -- | --- |
|  | 1.   | Germania Ovest | 5  | 3 | 2 | 1 | 0 | 50 | 37 | +13 |
|  | 2.   | Jugoslavia     | 4  | 3 | 1 | 2 | 0 | 50 | 31 | +19 |
|  | 3.   | Germania Est   | 3  | 3 | 1 | 1 | 1 | 44 | 35 | +9  |
|  | 4.   | Stati Uniti    | 0  | 3 | 0 | 0 | 3 | 25 | 66 | -41 |

### Girone B
| Squadra 1 | Squadra 2        | Risultato                |
| --------- | ---------------- | ------------------------ |
| Svezia    | Ungheria         | Bratislava, 6 marzo 1964 |
| Svezia    | Ungheria         | 15 - 8                   |
| Islanda   | Rep. Araba Unita | Bratislava, 6 marzo 1964 |
| Islanda   | Rep. Araba Unita | 16 - 8                   |
| Ungheria  | Rep. Araba Unita | Bratislava, 7 marzo 1964 |
| Ungheria  | Rep. Araba Unita | 16 - 9                   |
| Islanda   | Svezia           | Bratislava, 7 marzo 1964 |
| Islanda   | Svezia           | 12 - 10                  |
| Ungheria  | Islanda          | Bratislava, 9 marzo 1964 |
| Ungheria  | Islanda          | 21 - 12                  |
| Svezia    | Rep. Araba Unita | Bratislava, 9 marzo 1964 |
| Svezia    | Rep. Araba Unita | 26 - 11                  |

|  | Pos. | Squadra          | Pt | G | V | N | P | GF | GS | DR  |
|  | ---- | ---------------- | -- | - | - | - | - | -- | -- | --- |
|  | 1.   | Svezia           | 4  | 3 | 2 | 0 | 1 | 51 | 31 | +20 |
|  | 2.   | Ungheria         | 4  | 3 | 2 | 0 | 1 | 45 | 36 | +9  |
|  | 3.   | Islanda          | 4  | 3 | 2 | 0 | 1 | 40 | 39 | +1  |
|  | 4.   | Rep. Araba Unita | 0  | 3 | 0 | 0 | 3 | 28 | 58 | -30 |

### Girone C
| Squadra 1      | Squadra 2 | Risultato           |
| -------------- | --------- | ------------------- |
| Cecoslovacchia | Francia   | Praga, 6 marzo 1964 |
| Cecoslovacchia | Francia   | 23 - 14             |
| Danimarca      | Svizzera  | Praga, 6 marzo 1964 |
| Danimarca      | Svizzera  | 16 - 13             |
| Svizzera       | Francia   | Praga, 7 marzo 1964 |
| Svizzera       | Francia   | 15 - 14             |
| Cecoslovacchia | Danimarca | Praga, 7 marzo 1964 |
| Cecoslovacchia | Danimarca | 14 - 11             |
| Danimarca      | Francia   | Praga, 9 marzo 1964 |
| Danimarca      | Francia   | 26 - 13             |
| Cecoslovacchia | Svizzera  | Praga, 9 marzo 1964 |
| Cecoslovacchia | Svizzera  | 26 - 10             |

|  | Pos. | Squadra        | Pt | G | V | N | P | GF | GS | DR  |
|  | ---- | -------------- | -- | - | - | - | - | -- | -- | --- |
|  | 1.   | Cecoslovacchia | 6  | 3 | 3 | 0 | 0 | 63 | 35 | +28 |
|  | 2.   | Danimarca      | 4  | 3 | 2 | 0 | 1 | 53 | 40 | +13 |
|  | 3.   | Svizzera       | 2  | 3 | 1 | 0 | 2 | 38 | 56 | -18 |
|  | 4.   | Francia        | 0  | 3 | 0 | 0 | 3 | 41 | 64 | -23 |

### Girone D
| Squadra 1        | Squadra 2        | Risultato               |
| ---------------- | ---------------- | ----------------------- |
| Romania          | Unione Sovietica | Pardubice, 5 marzo 1964 |
| Romania          | Unione Sovietica | 16 - 14                 |
| Giappone         | Norvegia         | Pardubice, 6 marzo 1964 |
| Giappone         | Norvegia         | 18 - 14                 |
| Unione Sovietica | Giappone         | Pardubice, 7 marzo 1964 |
| Unione Sovietica | Giappone         | 40 - 10                 |
| Romania          | Norvegia         | Pardubice, 7 marzo 1964 |
| Romania          | Norvegia         | 18 - 10                 |
| Norvegia         | Unione Sovietica | Pardubice, 9 marzo 1964 |
| Norvegia         | Unione Sovietica | 13 - 11                 |
| Romania          | Giappone         | Pardubice, 9 marzo 1964 |
| Romania          | Giappone         | 36 - 12                 |

|  | Pos. | Squadra          | Pt | G | V | N | P | GF | GS | DR  |
|  | ---- | ---------------- | -- | - | - | - | - | -- | -- | --- |
|  | 1.   | Romania          | 6  | 3 | 3 | 0 | 0 | 70 | 36 | +34 |
|  | 2.   | Unione Sovietica | 2  | 3 | 1 | 0 | 2 | 65 | 39 | +26 |
|  | 3.   | Norvegia         | 2  | 3 | 1 | 0 | 2 | 37 | 47 | -10 |
|  | 4.   | Giappone         | 2  | 3 | 1 | 0 | 2 | 40 | 90 | -50 |

## Seconda fase
Si tennero conto i risultati degli scontri diretti di squadre dello stesso gruppo preliminare.

### Girone E
| Squadra 1      | Squadra 2      | Risultato            |
| -------------- | -------------- | -------------------- |
| Ungheria       | Germania Ovest | Praga, 11 marzo 1964 |
| Ungheria       | Germania Ovest | 19 - 15              |
| Svezia         | Jugoslavia     | Praga, 11 marzo 1964 |
| Svezia         | Jugoslavia     | 23 - 18              |
| Jugoslavia     | Ungheria       | Praga, 13 marzo 1964 |
| Jugoslavia     | Ungheria       | 16 - 15              |
| Germania Ovest | Svezia         | Praga, 13 marzo 1964 |
| Germania Ovest | Svezia         | 16 - 8               |

|  | Pos. | Squadra        | Pt | G | V | N | P | GF | GS | DR |
|  | ---- | -------------- | -- | - | - | - | - | -- | -- | -- |
|  | 1.   | Svezia         | 4  | 3 | 2 | 0 | 1 | 46 | 42 | +4 |
|  | 2.   | Germania Ovest | 3  | 3 | 1 | 1 | 1 | 45 | 41 | +4 |
|  | 3.   | Jugoslavia     | 3  | 3 | 1 | 1 | 1 | 48 | 52 | -4 |
|  | 4.   | Ungheria       | 2  | 3 | 1 | 0 | 2 | 42 | 46 | -4 |

### Girone F
| Squadra 1        | Squadra 2        | Risultato            |
| ---------------- | ---------------- | -------------------- |
| Cecoslovacchia   | Unione Sovietica | Praga, 11 marzo 1964 |
| Cecoslovacchia   | Unione Sovietica | 18 - 15              |
| Romania          | Danimarca        | Praga, 11 marzo 1964 |
| Romania          | Danimarca        | 25 - 15              |
| Unione Sovietica | Danimarca        | Praga, 13 marzo 1964 |
| Unione Sovietica | Danimarca        | 17 - 14              |
| Romania          | Cecoslovacchia   | Praga, 13 marzo 1964 |
| Romania          | Cecoslovacchia   | 16 - 15              |

|  | Pos. | Squadra          | Pt | G | V | N | P | GF | GS | DR  |
|  | ---- | ---------------- | -- | - | - | - | - | -- | -- | --- |
|  | 1.   | Romania          | 6  | 3 | 3 | 0 | 0 | 57 | 44 | +13 |
|  | 2.   | Cecoslovacchia   | 4  | 3 | 2 | 0 | 1 | 47 | 42 | +5  |
|  | 3.   | Unione Sovietica | 2  | 3 | 1 | 0 | 2 | 46 | 48 | -2  |
|  | 4.   | Danimarca        | 0  | 3 | 0 | 0 | 3 | 40 | 56 | -16 |

## Finale 7º/8º posto
| Squadra 1 | Squadra 2 | Risultato            |
| --------- | --------- | -------------------- |
| Danimarca | Ungheria  | Praga, 14 marzo 1964 |
| Danimarca | Ungheria  | 23 - 14              |

## Finale 5º/6º posto
| Squadra 1        | Squadra 2  | Risultato            |
| ---------------- | ---------- | -------------------- |
| Unione Sovietica | Jugoslavia | Praga, 15 marzo 1964 |
| Unione Sovietica | Jugoslavia | 27 - 18              |

## Finale 3º/4º posto
| Squadra 1      | Squadra 2      | Risultato            |
| -------------- | -------------- | -------------------- |
| Cecoslovacchia | Germania Ovest | Praga, 14 marzo 1964 |
| Cecoslovacchia | Germania Ovest | 22 - 15              |

## Finale 1º/2º posto
| Squadra 1 | Squadra 2 | Risultato            |
| --------- | --------- | -------------------- |
| Romania   | Svezia    | Praga, 15 marzo 1964 |
| Romania   | Svezia    | 25 - 22              |

## Classifica finale
| Classifica | Squadre          |
| ---------- | ---------------- |
| 1          | Romania          |
| 2          | Svezia           |
| 3          | Cecoslovacchia   |
| 4          | Germania Ovest   |
| 5          | Unione Sovietica |
| 6          | Jugoslavia       |
| 7          | Danimarca        |
| 8          | Ungheria         |
| 9          | Islanda          |
| 10         | Germania Est     |
| 11         | Norvegia         |
| 12         | Svizzera         |
| 13         | Giappone         |
| 14         | Francia          |
| 15         | Rep. Araba Unita |
| 16         | Stati Uniti      |